# Conseil départemental de Tarn-et-Garonne
Le conseil départemental de Tarn-et-Garonne est l'assemblée délibérante du département français de Tarn-et-Garonne, collectivité territoriale décentralisée. Son siège se trouve à Montauban.

## Historique

### Réforme départementale de 2014

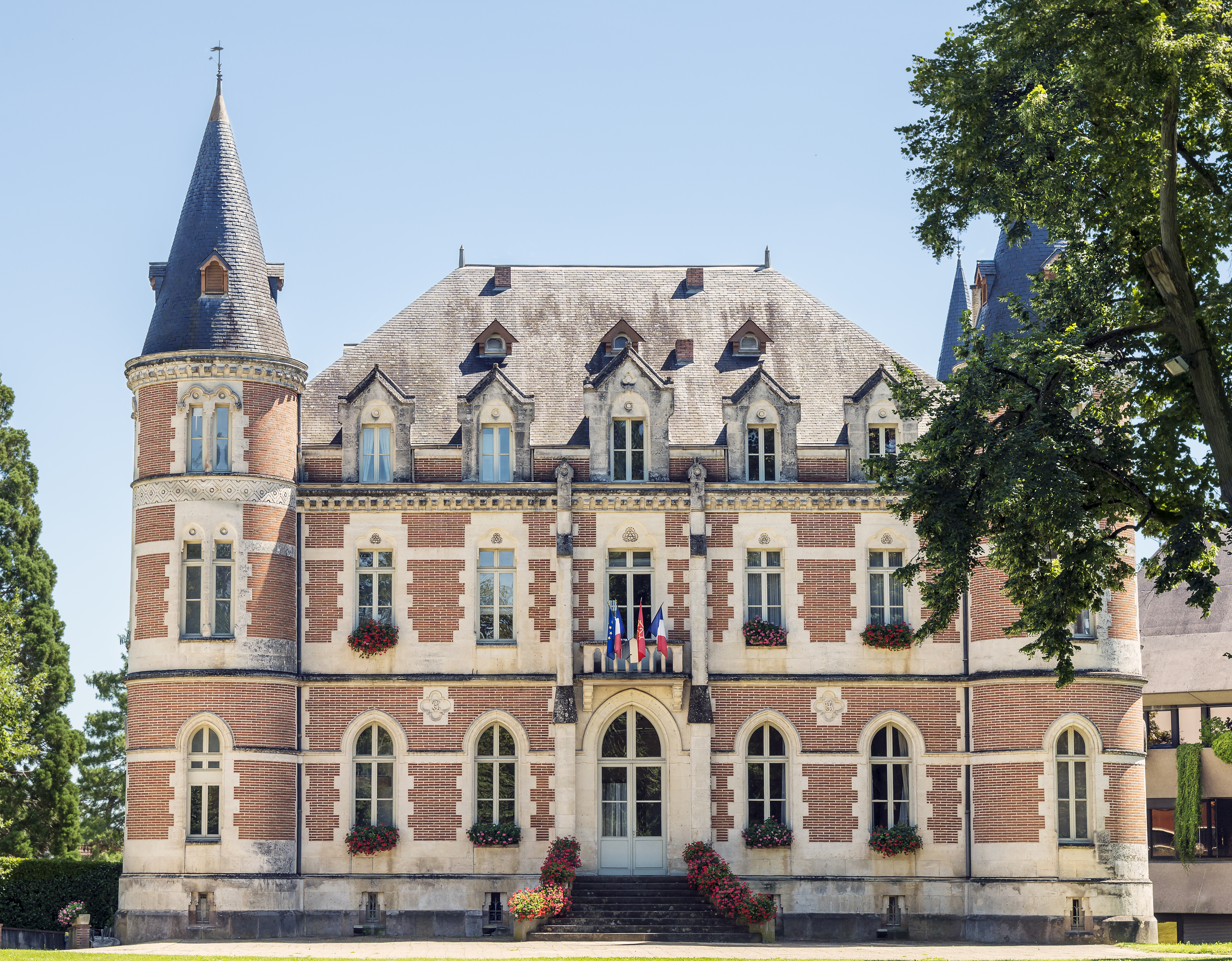
Le Château de Montauriol, siège du conseil départemental de Tarn-et-Garonne.

Avant la réforme des départements de 2014, le conseil départemental s'appelait conseil général et les conseillers départementaux s'appelaient conseillers généraux.

### Particularités

#### Premier conseil général dirigé par une femme
Le conseil général de Tarn-et-Garonne est le premier conseil général en France à être dirigé par une femme en la personne d'Évelyne Baylet, mère de l'ex-président du conseil général Jean-Michel Baylet. Elle dirige le conseil général pendant 12 ans entre 1970 et 1982.

#### Majorité de gauche et président soutenu par la droite
À la suite des élections de 2015, lors de la première séance du conseil, un candidat sans étiquette (Christian Astruc) a été élu avec le soutien de la droite, alors que la majorité des conseillers élus est de gauche.

## Exécutif

### Président
Le conseil départemental de Tarn-et-Garonne est présidé par Michel Weill (PRG) depuis juillet 2021.

#### Liste des présidents
| Période                            | Période                      | Identité                                   | Étiquette                    | Étiquette                    |
| Président du conseil général       | Président du conseil général | Président du conseil général               | Président du conseil général | Président du conseil général |
| ---------------------------------- | ---------------------------- | ------------------------------------------ | ---------------------------- | ---------------------------- |
| 1811                               | 1816                         | Jacques Antoine Delbreil de Scorbiac       |                              |                              |
| 1816                               | 1817                         | Joseph-Pierre Vialètes de Mortarieu        |                              |                              |
| 1817                               | 1818                         | Pierre Jean Jacques de Maleville de Condat |                              |                              |
| 1818                               | 1819                         | Joseph-Pierre Vialètes de Mortarieu        |                              |                              |
| 1819                               | 1821                         | Charles Marie Philibert de Saget           |                              | Légitimiste                  |
| 1821                               | 1830                         | Léonce d'Escayrac-Lauture                  |                              |                              |
| 1831                               | 1837                         | Charles Marie Philibert de Saget           |                              | Légitimiste                  |
| 1837                               | 1839                         | Raymond Duprat                             |                              | Conservateur                 |
| 1839                               | 1840                         | François Constans-Tournier                 |                              |                              |
| 1840                               | 1846                         | Raymond Duprat                             |                              | Conservateur                 |
| 1846                               | 1848                         | Léon de Maleville                          |                              | Monarchiste                  |
| 1848                               | 1849                         | Antoine Debia                              |                              | Conservateur                 |
| 1849                               | 1852                         | Jacques Édouard Conquéré de Monbrison      |                              |                              |
| 1852                               | 1853                         | Pierre Julien Rossignol                    |                              |                              |
| 1853                               | 1856                         | Raymond Osmin Bénech                       |                              | Conservateur                 |
| 1856                               | 1861                         | Louis François Jules d'Esparbès de Lussan  |                              |                              |
| 1861                               | 1870                         | Antoine Joseph Ferdinand de Bressolles     |                              |                              |
| 1871                               | 1877                         | Léon Pagès                                 |                              | GR                           |
| 1877                               | 1880                         | Adrien Joseph Prax-Paris                   |                              | L'Appel au peuple            |
| 1880                               | 1883                         | Louis-Charles de Saulces de Freycinet      |                              | Républicain                  |
| 1883                               | 1884                         | Gustave Garrisson                          |                              | Républicain                  |
| 1884                               | 1887                         | Léon Pagès                                 |                              | Républicain                  |
| 1887                               | 1890                         | Gustave Garrisson                          |                              | Républicain                  |
| 1890                               | 1891                         | Ernest de Caussia de Mauvoisin             |                              | Radical                      |
| 1891                               | 1897                         | Gustave Garrisson                          |                              | Républicain                  |
| 1897                               | 1912                         | Léon Rolland                               |                              | UR                           |
| 1912                               | 1924                         | Justin de Selves                           |                              | RG                           |
| 1924                               | 1928                         | Henri Pottevin                             |                              | PRRRS                        |
| 1928                               | 1934                         | Gaston Bouniols                            |                              | PRRRS                        |
| 1934                               | 1940                         | Roger Delthil                              |                              | PRRRS                        |
| 1940                               | 1945                         | Conseil général suspendu                   | Conseil général suspendu     | Conseil général suspendu     |
| 1945                               | 1952                         | Paul Leygue                                |                              | Rad.                         |
| 1952                               | 1970                         | Jean Fleury                                |                              | Rad.                         |
| 1970                               | 1982                         | Évelyne Baylet                             |                              | MRG                          |
| 1982                               | 1985                         | Louis-Jean Delmas                          |                              | PS                           |
| 1985                               | 2015                         | Jean-Michel Baylet                         |                              | MRG puis PRG                 |
| Président du conseil départemental |                              |                                            |                              |                              |
| 2015                               | 2021                         | Christian Astruc                           |                              | DVC                          |
| 2021                               | En cours                     | Michel Weill                               |                              | PRG                          |

### Vice-présidents
| Ordre | Identité                     | Délégations                                                      | Parti | Parti | Canton                  |
| ----- | ---------------------------- | ---------------------------------------------------------------- | ----- | ----- | ----------------------- |
| 1     | Marie-Claude Nègre           | Finances, personnel, affaires générales                          |       | PRG   | Verdun-sur-Garonne      |
| 2     | Jean-Luc Deprince            | Mobilités, infrastructures, routes                               |       | PRG   | Beaumont-de-Lomagne     |
| 3     | Dominique Sardeing-Rodriguez | Éducation, enseignement supérieur, sport                         |       | PS    | Montech                 |
| 4     | José Gonzales                | Solidarité, santé, habitat                                       |       | PRG   | Montauban-2             |
| 5     | Catherine Bourdoncle         | Aménagement, innovation, numérique, ruralité, contractualisation |       | PS    | Montauban-2             |
| 6     | Emmanuel Cros                | Économie, emploi, insertion, tourisme                            |       | DVG   | Quercy-Rouergue         |
| 7     | Christiane Le Corre          | Culture, patrimoine, langue occitane                             |       | PRG   | Valence                 |
| 8     | Alain Belloc                 | Transition écologique, eau, déchets                              |       | DVG   | Verdun-sur-Garonne      |
| 9     | Jérôme Beq                   | Agriculture, agroalimentaire, irrigation, circuits courts        |       | DVC   | Tarn-Tescou-Quercy vert |

## Composition du conseil départemental de Tarn-et-Garonne
Le conseil départemental de Tarn-et-Garonne comprend 30 conseillers départementaux issus des 15 cantons de Tarn-et-Garonne.

### Groupes politiques
|                                    |       |       |      |                                     |                              |
| Parti                              | Sigle | Sigle | Élus | Groupe                              | Président                    |
| Majorité (16)                      |       |       |      |                                     |                              |
| Parti radical de gauche            |       | PRG   | 6    | Radicaux et apparentés (11)         | José Gonzales                |
| Divers gauche                      |       | DVG   | 3    | Radicaux et apparentés (11)         | José Gonzales                |
| Divers centre                      |       | DVC   | 2    | Radicaux et apparentés (11)         | José Gonzales                |
| Parti socialiste                   |       | PS    | 3    | Tarn-et-Garonne en commun (5)       | Dominique Sardeing-Rodriguez |
| Divers gauche                      |       | DVG   | 2    | Tarn-et-Garonne en commun (5)       | Dominique Sardeing-Rodriguez |
| Opposition (14)                    |       |       |      |                                     |                              |
| Divers centre                      |       | DVC   | 5    | Le Tarn-et-Garonne d'abord (6)      | Jean-Claude Bertelli         |
| Divers droite                      |       | DVD   | 1    | Le Tarn-et-Garonne d'abord (6)      | Jean-Claude Bertelli         |
| Les Républicains                   |       | LR    | 4    | Engagés pour le Tarn-et-Garonne (4) | Mathieu Albugues             |
| Divers gauche                      |       | DVG   | 2    | Non-inscrits (4)                    | Aucun                        |
| Rassemblement national             |       | RN    | 2    | Non-inscrits (4)                    | Aucun                        |
| Président du conseil départemental |       |       |      |                                     |                              |
| Michel Weill (PRG)                 |       |       |      |                                     |                              |

## Identité visuelle

Ancien logo
Logo du conseil général de 2014 à 2015
Logo depuis 2015.